# Gorgan (ciutat)
|  | Gorgan no s'ha de confondre amb la ciutat medieval de Gurgan (en àrab Djurdjan), que és al nord-est d'aquesta. |

Gorgan (persa: گرگان; mazanderani: Vergen) és una ciutat de l'Iran, capital de la província de Golestan i del comtat de Gorgan. És a uns a 400 kilòmetres de Teheran i a 35 km de l'angle sud-est de la mar Càspia, a la riba d'un rierol afluent del Karasu. El seu nom antic era Astarabad o Astarabadh.
La seva població el 2005 s'estimava en 241.177 habitants. A 150 km hi ha el parc nacional de Golestan; disposa també d'aeroport internacional, obert el 2005.

## Geografia i clima
La plana estepària de Dasht-e Gorgan és al nord de la ciutat. La ciutat és a uns 5 km dels primers contraforts de les muntanyes Elburz. En general, el clima és moderat i humit, però es distingeixen tres tipus de clima: moderat a la plana, clima de muntanya i regions semi àrides al nord. La temperatura mitjana és de 18,2 graus, i la pluja de 556 mm any.

## Història
El lloc de la ciutat (potser anomenada Zadrakarta) estava a l'antiga regió d'Hircània (Hyrcani o Hyrcana clàssica, Varkâna dels perses) que vol dir "terra de llops". Era un establiment sassànida que formava part de la província que els àrabs anomenaren Khorasan, però sota el califat va formar una província separada (Gurgan) que va agafar el nom de la capital provincial Gurgan o Djurdjan, una ciutat diferent a la riba del riu Gorgan en la confluència amb el Kormarud.
La primera incursió musulmana a la regió fou sota el califa Uthman ibn Affan, dirigida per Saïd ibn al-As el 650/651; el governant local va pagar un tribut de 200.000 dirhams. Sad ibn Abi-Waqqàs hi va tornar sota Muàwiya I més de deu anys després, però la submissió completa no s'aconseguí fins al califat d'Úmar ibn Abd-al-Aziz (717–720) quan el marzban local Firuz ibn Qul fou sotmès per Yazid ibn Muhàl·lab, que va sotmetre també les estepes properes dels turcs al Dehestan i va fundar la ciutat de Gurgan o Djurdjan.
Una nova ciutat es va establir al costat de Zadrakarta que fou anomenada Astarabad segons una de les tradicions perquè es va edificar sobre el llogaret d'Astarak. Ibn Hàwqal la descriu com una de les quatre principals viles del Gurgan (després de Gurgan d Djurdjan, Abaksun i Dehestan. El nestorianisme, que va tenir un bisbat a la regió que va participar en els sínodes del 430, 499 i 577, es va extingir en una data desconeguda probablement al segle x.
Apareix esmentada alguns cops com quan Rafi ben Harthama hi va assetjar a l'alida Muhammad ibn Zayd durant dos anys (889-890) fins que el va expulsar cap al Tabaristan (890). El governant local Rustam ibn Karin es va sotmetre a Rafi. La província fou disputada amb els safàrides i després els samànides. El 922 s'hi va establir Maqan ibn Kaki nomenat per l'imam alida Abu l-Husayn ibn Hasan ibn Utrush, però atacat pels generals samànida Simdjur i Muhammad ibn Ubayd Allah al-Balami, la va perdre davant aquestos.
Més tard fou part dels dominis buwàyhides en el seu intent d'expansió cap a la Càspia quan Adud-ad-Dawla va envair el Gorgan el 981 i el seu germà Muàyyid-ad-Dawla va expulsar al governant zirida Qabus ibn Wuixmanguir cap al Khorasan; llavors va passar al buwàyhida de Rayy, Fakhr-ad-Dawla, que va acollir aquí al general esclau dels samànides Abu l-Abbas Tash Ḥajib el 983/984, després de ser expulsat pel partit contrari que havia pres el control del govern a Bukharà. Fakhr li va donar el govern de les ciutats de Gurgan, Astarabad i Dehestan com a iqtà (feu) però va morir durant una epidèmia el 987/988. Les lluites d'aquests anys la van malmetre greument però sembla que el terratrèmol del 956/957 també la va perjudicar.
Va seguir com a ciutat de segon ordre. Després de passar als seljúcides el segle xi, al segle xii va anar a mans dels bawàndides (Shah Ghazi Rostam, 1140-1163) i fou teatre de lluites entre sunnites i xiïtes, en les quals el sobirà, que era xiïta, va protegir els sunnites. Amb els mongols, el lloctinent d'Ogodei, Čin Temür va nomenar al governador local (ispahbad) Nuṣrat al-Din de Kabudjama (el districte més oriental del Gurgan, avui dia Ḥāǰǰīlār) com a governador provincial. A la meitat del segle xiii fou atacada i damnada pels ismaïlites.
Al segle xiv va superar a la ciutat de Gurgan en importància i va començar a rebre població turcmana. Un dialecte local, el gorganí, es va parlar a la ciutat almenys fins al segle xv. En aquest temps encara es parla de la seva mesquita però la fortalesa estava destruïda.
Entre el 1510 i el 1551 Ismaïl I de Pèrsia va fer campanya a la zona i va expulsar al governador uzbek d'Astarabad. Sota els safàvides la província de Gurgan va prendre el nom de província d'Astarabad, i Astarabad en fou la seva capital. Limitava al nord pel riu Gorgan (Gurgan), al sud per les muntanyes Elburz; a l'oest per la mar Càspia i el Mazanderan; i a l'est pel districte de Djardjarm (Jarjarm).
La província es dividia en dos parts: la plana i la muntanya; aquesta darrera era desèrtica al nord. La població de les planes estava formada en majoria per turcmans.
Alguns prínceps safàvides en foren governadors al segle xvi incloent Alqas Mirza, germà de Thamasp I, i el fill d'Alqas, Ismaïl Mirza. Al final del segle xvii fou un dels punts de concentració dels qajars, una de les bases que van portar als qajar a establir el seu poder. A la caiguda dels safàvides, Aga Muhammad Khan era governador d'Astarabad ciutat i província i es va fer virtualment independent (1749) i fou a aquesta ciutat que va néixer el primer sobirà de la dinastia.
Sota els qajars la província d'Astarabad fou engrandida i la ciutat va romandre la capital i va agafar el nom alternatiu de Dar-al-muminin pel gran nombre de sàyyids que hi residien. El 1841 els russos van ocupar les tres illes més amunt d'Asurada per combatre els pirates turcmens que assolaven la regió, amb permís del govern persa. Al començament del segle xx fou visitada pel cònsol britànic Rabino i encara conservava les muralles i torres i tenia cinc portes d'accés, però de fet no eren una barrera pels bandits turcmens; hi havia bon nombre de mesquites, madrasses i capelles i la població era d'uns deu mil habitants.
Sota Reza I de l'Iran la província d'Astarabad va esdevenir capital del districte d'Astarabad, i després de Gorgan, amb superfície més reduïda, sempre amb la ciutat com a capital. Fou coneguda com a Astarabad fins al 1937 quan prengué el nom de Gorgan. El 1950 la ciutat tenia uns 25.000 habitants.

## Personatges cèlebres
- Badr al-Din Hilali, poeta del s. XV.
- Mirza Muhammad Mahdi Khan Astarabadi, historiador del segle XVIII
- Allahverdi Khan (armeni)

## Nota
1. ↑  «Gorgan».   ésAdir. [Consulta: 19 abril 2024].
2. ↑  altres etimologies l'associen als noms setara = estrella i astar =mula